# Camponotus caesar
Camponotus caesar är en myrart som beskrevs av Auguste-Henri Forel 1886. Camponotus caesar ingår i släktet hästmyror, och familjen myror.

## Underarter
Arten delas in i följande underarter:
- C. c. caesar
- C. c. imperator